# Behemoth
Behemoth je poljski blackened death metal osnovan 1991. u Gdanjsku. Smatra se ključnom skupinom u oblikovanju poljske podzemne ekstremne metal scene.
Do kraja devedesetih godina prošlog stoljeća svirao je tradicionalni black metal i pjesme su činili poganski tekstovi, no ubrzo se posvetio temama okultizma i theleme; tekstove su pisali pjevač Nergal i Krzysztof Azarewicz. Objavom albuma Satanica 1999. grupa je postala dio i scene death metala, a pritom je i dalje njegovala osobni stil karakteriziran Infernovim bubnjarskim elementima, višeslojnim vokalima i bliskoistočnim utjecajima. Usprkos tome što je Behemoth bio određivan kao death metal sastav ili kao sastav pod utjecajem thrash metala, Nergal je komentirao kako mu se ne sviđa etiketiranje skupine.

## Povijest

### Početci i prvih pet albuma (1991. – 2000.)
Behemoth su 1991. osnovala tri glazbenika: vokalist i gitarist Nergal, bubnjar Baal i gitarist i basist Desecratorom. Ubrzo nakon osnutka snimili su demouratke Endless Damnation i The Return of the Northern Moon. Međutim, najznačajniji je bio treći demoalbum, ...From the Pagan Vastlands iz 1994. Taj je demo objavila poljska izdavačka kuća Pagan Records, a kasnije i američka izdavačka kuća Wild Rags. Godinu dana kasnije objavljen je prvi studijski album, Sventevith (Storming Near the Baltic). Sljedeće godine snimaju i objavljuju drugi album pod imenom Grom. Na Gromu su prisutni različiti glazbeni utjecaji i stilovi; prisutni su ženski vokali, akustična gitara i sintesajzer. U to je vrijeme Behemoth počeo nastupati u svojoj matičnoj zemlji i krenuo je na prvu europsku turneju. Dvije godine kasnije objavio je treći album pod imenom Pandemonic Incantations. Sve češći nastupi i medijska popraćenost postavili su nove standarde za skupinu. Međutim, zbog manjka promidžbe album nije bio dovoljno publiciran. Nakon još jedne opsežne turneje Behemoth je u jesen 1998. potpisao ugovor za dva albuma s talijanskom izdavačkom kućom Avantgarde Music. Prvi je rezultat te suradnje bio vrlo uspješan album Satanica, na kojem je grupa black metal zamijenila blackened death metalom.
Izdavačka je kuća skupini osigurala i dvije europske turneje na kojima je poimence bila predgrupa Deicideu i Satyriconu. U to je vrijeme došlo do promjena u postavi i problema s nekadašnjom poljskom izdavačkom kućom. U vrijeme objave Satanice Inferno i Les već su bili izbačeni iz grupe. Nergal je počeo tražiti nove članove, ali nije mogao naći novog bubnjara. Inferno se ponovno priključio grupi početkom 2000., a tad su joj se pridružili i novi članovi: basist Novy (prethodno član grupa Devilyn, Vader i Dies Irae) i gitarist Havoc. Nakon promjena u postavi Behemoth je potpisao ugovor s poljskom diskografskom kućom Mystic Production. Ubrzo je i objavljen i peti album skupine, Thelema.6. Masivne gitarističke dionice, precizno bubnjanje i raznoliki glazbeni utjecaji sugerirali su daljnji napredak grupe prema stilu blackened death metala.
Taj su uradak podržali svjetski tisak i mediji, a bio je to i prvi put da je album skupine službeno objavljen u Rusiji i Brazilu. Behemoth ga je podržao i nastupima na nekoliko glazbenih festivala kao što su Wacken Open Air, With Full Force, Inferno Metal Festival, Mystic Festival i Mind Over Matter Autumn. Prvi je put otišao na turneju na kojoj je bio glavni izvođač, a predgrupe su mu bile Carpathian Forest i Khold. Nakon toga uslijedio je Thrash em All Fest, festivalska turneje po Poljskoj tijekom koje je koncerte održavao sa skupinama kao što su Vader i Krisiun.

### Zos Kia Cultus (Here and Beyond),DemigodiThe Apostasy(2001. – 2008.)
Godine 2001. članovi Behemotha usredotočili su se na pisanje i skladanje novih pjesama za šesti studijski album. U međuvremenu su i zaključili svoju drugu turneju kao glavni sastav u Rusiji, Bjelorusiji i Ukrajini. Nakon završetka snimanja Behemoth je po drugi put ušao u Hendrix Studio i, uz pomoć inženjera zvuka Arkadiusza Malczewskiog, producirao album Zos Kia Cultus (Here and Beyond). Objavljen je u listopadu 2002.
U veljači 2003. sastav je krenuo na prvu turneju po Norveškoj i nastupio je u gradovima kao što su Bergen, Oslo i Stavanger. U ožujku 2003. prvi je put nastupio na američkom kontinentu; turneja je započela 9. ožujka na Metalfestu u New Jerseyju i tijekom nje održan je velik broj nastupa u SAD-u i Kanadi, a u njoj su sudjelovali i Deicide, Revenge, Vehemence i Amon Amarth. Ubrzo nakon te turneje u SAD-u Glenn Danzig pozvao je Behemoth da se priključi festivalskoj turneji Blackest of the Black Tour, u kojoj su sudjelovale i grupe kao što su Danzig, Superjoint Ritual, Nile i Opeth. U jesen 2003. Behemoth je ponovno otišao u SAD kako bi zaključio treću američku turneju, i to s grupama Six Feet Under, Skinless i The Black Dahlia Murder. Nakon toga nastupio je na festivalu Tuska u Finskoj s grupama kao što su Ministry i Soulfly. Zbog određenih poteškoća u postavi Nergal se razišao s Novyjem i Havocom, koji su se odlučili usredotočiti na vlastite glazbene projekte. Behemoth je na koncu nastavio turneju i nastupio u Ujedninjenom Kraljevstvu, kao i u ostatku Europe.
Godine 2004. objavljen je Behemothov sedmi studijski album Demigod, koji je dobio vrlo dobre kritike. Album je poput dva prijašnja uratka snimljen u Hendrix Studiosu. Debitirao je na 15. mjestu poljske nacionalne top-ljestvice albuma. Također su snimljeni i spotovi za pjesme "Conquer All" i "Slaves Shall Serve". U jesen 2005. skupina je s grupom Necronomicon u Kanadi otišla na turneju Demigod Supremacy.
Godine 2007. otišao je na europsku turneju s Napalm Deathom, Moonspellom i Dew-Scentedom. U srpnju iste godine objavio je osmi studijski album, The Apostasy, koji je u prosincu 2006. snimljen u studiju Radio Gdańska. Ubrzo nakon objave The Apostasyja nastupio je na Ozzfestu kao glavna grupa druge pozornice; na tom je festivalu bio jedan od samo četiri izvođača koji te godine nisu bili iz Sjedinjenih Država. Tijekom listopada i studenog 2007. bio je na turneji s grupama Job for a Cowboy, Gojira i Beneath the Massacre.
U veljači 2008. Behemoth je krenuo na turneju sa Suicide Silenceom. U travnju i svibnju nastupao je u Sjevernoj Americi kao dio turneje "The Invaluable Darkness", u kojoj su sudjelovali i Keep of Kalessin i glavni sastav Dimmu Borgir. U ljeto iste godine održao je koncerte na nekoliko europskih glazbenih festivala.
U listopadu 2008. Behemoth je objavio prvi koncertni album, At the Arena ov Aion – Live Apostasy. Iste je godine objavljen i EP Ezkaton na kojem su se nalazile nanovo snimljena inačica pjesme Chant for Eschaton 2000, jedna nova pjesma, dvije obrade i tri koncertne pjesme. EP je u Sjevernoj Americi objavljen 11. studenog.

### Evangelion(2009. – 2010.)
U ožujku 2009. Behemoth je najavio da će producent novog albuma biti Colin Richardson. Skupina je u srpnju 2009. na službenoj stranici na MySpaceu objavio skladbu "Shemhamforash". Deveti studijski album Evangelion u Europi je 9. kolovoza 2009. objavio Nuclear Blast, a dva dana kasnije u SAD-u objavio ga je Metal Blade Records.
U srpnju i kolovozu 2009. Behemoth je nastupio na Mayhem Festivalu s brojnim metal izvođačima kao što su Slayer, Bullet for My Valentine, All That Remains, Trivium, Marilyn Manson, Cannibal Corpse i Job for a Cowboy. U rujnu iste godine nastupao je kao glavna grupa na poljskoj turneji "New Evangelion", a u njoj su sudjelovali i Azarath, Black River i Hermh.
U siječnju 2010. Behemoth je otišao u Sjevernu Ameriku na turneju "Evangelia Amerika Tour". U ožujku iste godine krenuo je na europsku turneju, tijekom koje je nastupio u Skandinaviji, Grčkoj i Turskoj. U travnju je održao koncerte u Japanu, Australiji i na Novom Zelandu. Mjesec dana kasnije krenuo je na turneju "Evangelion Summer Campaign 2010" u Europi, tijekom koje je nastupao na festivalima na otvorenom u Austriji, Švicarskoj, Njemačkoj, Švedskoj, Danskoj i Poljskoj. U lipnju i srpnju održao je koncerte u Francuskoj, Španjolskoj, Portugalu, Italiji, Belgiji, Švicarskoj, Turskoj, Srbiji i Hrvatskoj s grupama Decapitated i Ex Deo. U srpnju i kolovozu pojavio se na festivalima na otvorenom u Češkoj i Poljskoj.

### Nergalova bolest, oporavak iThe Satanist(2010. – danas)
U kolovozu 2010. Nergal je primljen u bolnicu i dijagnosticirana mu je leukemija. Rečeno mu je da je toliko uznapredovala da mu ni kemoterapija više nije mogla pomoći; međutim, kasnije je potvrđeno da je ta dijagnoza bila pogrešna. Doda, Nergalova tadašnja djevojka, ponudila je svoju koštanu srž za transplantaciju, no testovi su pokazali da se njezina srž ne slaže s Nergalovom. Ubrzo je pronađen odgovarajući donor. Behemoth je zbog toga morao otkazati sve predstojeće nastupe u kolovozu, nastup na Sonisphere Festivalu u Finskoj, koncerte u Rusiji, Bjelorusiji i baltičkim zemljama u rujnu i listopadu i svoju sjevernoameričku turneju "Lawless States of Heretika" s Watainom, Witheredom i Black Anvilom u studenom i prosincu.
Behemothov koncertni DVD Evangelia Heretika objavljen je 9. studenog 2010. Komplet DVD-a sastoji se od 2 DVD-a sa snimkama koncerta u Varšavi 2009. i koncerta u Parizu 2008., dokumentarne filmove, bonus materijale i CD.
Dana 17. siječnja 2011. Nergal je napustio hematološki odsjek bolnice Uniwersyteckie Centrum Kliniczne, četiri tjedna nakon presađivanja koštane srži. Izjavio je da će mu biti potrebno nekoliko mjeseci oporavka da povrati nekadašnju fizičku kondiciju. Najavio je i da želi nastaviti svirati gitaru jer je u to vrijeme prošlo više od šest mjeseci otkad ju je posljednji put svirao. Dodao je da zaista želi nastaviti raditi s grupom i pritom je zahvalio svima koji su mu pomogli.
U intervjuu s Blabbermouthom 18. travnja 2012. Nergal je izjavio da bi album mogao biti objavljen sredinom 2013. godine i dodao je: "Međutim, mogu vam reći da postoje bar tri ili četiri grube skice pjesama, zasad samo ideje. Glavni rifovi, glavne teme. Gradit ćemo na temelju tih ideja, tako da je otprilike jedna trećina albuma započeta."
Behemoth je 2013. trebao nastupiti na Mayhem Festivalu s Amon Amarthom, Robom Zombiejem, Mastodonom, Children of Bodomom i ostalim izvođačima, no otkazao je nastup zbog Infernove bolesti koja ga je natjerala da operira slijepo crijevo.
Behemothov deseti studijski album, The Satanist, objavljen je 3. veljače 2014. Dana 26. veljače iste godine najavio je da će u lipnju nastupiti na Download Festivalu. Kao glavni izvođač 27. srpnja 2014. održao je koncertna na Carpathian Alliance Open Air Metal Festivalu u Ukrajini. Početkom 2015. otišao je na sjevernoameričku turneju s Cannibal Corpseom, Aeonom i Tribulationom.
Dana 9. kolovoza 2015. Behemoth je najavljen kao poseban gost na Bloodstock Open Airu za 2016., a 12. kolovoza 2016. odsvirao je cijeli album The Satanist.

## Kontroverzije
U srpnju 2007. Svepoljski odbor za obranu protiv sekti podijelio je nekolicini poljskih dužnosnika popis sastava koji navodno promoviraju sotonizam i ubojstvo. Kritičari tog postupka uglavnom vide taj događaj kao povredu slobode govora. Popis nije nastupio na snagu i Behemothu je dopušteno da slobodno svira u Poljskoj. Međutim, do promjene je došlo u listopadu 2014., kad je Behemothu zabranjen nastup u Poznanju. U svibnju 2014. sastav je protjeran iz Rusije.

## Članovi sastava
| Trenutni članovi - Adam "Nergal" Darski – vokali, gitara (1991. – danas) - Zbigniew "Inferno" Promiński – bubnjevi (1997. – 1999., 2000. – danas) - Tomasz "Orion" Wróblewski – bas-gitara, prateći vokali (2003. – danas) Trenutni studijski/koncertni članovi - Patryk "Seth" Sztyber – gitara, prateći vokali (2004. – danas) | Bivši članovi - Adam "Baal Ravenlock" Muraszko – bubnjevi (1991. – 1996.) - Adam "Desecrator" Malinowski – gitara (1991. – 1992.) - Rafał "Frost" Brauer – gitara (1993. – 1994.) - Sławomir "Orcus" Kolasa – bas-gitara (1993.) - Leszek "Les" Dziegielewski – gitara (1999.), bas-gitara (1995. – 1997., 1998. – 1999.) - Mefisto – bas-gitara (1997. – 1998.) - Mateusz "Havoc" Śmierzchalski – gitara, preateći vokali (2000. – 2003.) | Studijski/koncertni članovi - Marcin "Novy" Nowak – bas-gitara (2000. – 2003.) Koncertni članovi - Bartłomiej "Bruno" Waruszewski – bas-gitara (1999.) - Istvan Lendvay – bas-gitara (2003.) - Michał "Stoker" Stopa – gitara (2004.) - Adam Sierżęga – bubnjevi (2013.) - Kerim "Krimh" Lechner – bubnjevi (2013.) |

## Diskografija
Studijski albumi
- Sventevith (Storming Near the Baltic) (1995.)
- Grom (1996.)
- Pandemonic Incantations (1998.)
- Satanica (1999.)
- Thelema.6 (2000.)
- Zos Kia Cultus (Here and Beyond) (2002.)
- Demigod (2004.)
- The Apostasy (2007.)
- Evangelion (2009.)
- The Satanist (2014.)
- I Loved You at Your Darkest (2018.)
- Opvs Contra Natvram (2022.)
- The Shit ov God (2025.)

Koncertni albumi
- Live ΕΣΧΑΤΟΝ - The Art of Rebellion (2000.)
- At the Arena ov Aion - Live Apostasy (2008.)
- Live Barbarossa (2014.)
- Live at the BBC (2015.)
- Messe Noire (2018.)

EP-ovi
- And the Forests Dream Eternally (1995.)
- Bewitching the Pomerania (1997.)
- Antichristian Phenomenon (2000.)
- Conjuration (2003.)
- Slaves Shall Serve (2005.)
- Ezkaton (2008.)
- Xiądz (2014.)
- O Pentagram Ignis (2019.)
- A Forest (2020.)

Demoalbumi
- Endless Damnation (1992.)
- The Return of the Northern Moon (1993.)
- Thy Winter Kingdom (1993.)
- ...from the Pagan Vastlands (1994.)

Kompilacije
- Demonica  (2006.)
- Abyssus Abyssum Invocat (2011.)